# Säters stadshotell
Säters stadshotell är ett stadshotell i Säter. Byggnaden uppfördes på 1630-talet – innan Säter fick stadsrättigheter – som bostäder åt förmännen i kopparhyttorna i området.
År 2016 ägdes hotellbyggnaden av fastighetsbolaget Skräddarberget. Själva hotellet drevs av arrendatorn Tommy Kokkarinen. Hotellet bytte ägare 2018 då Danne Granudd från Norrbotten tog över.
År 2024 hade stadshotellet 28 rum, restaurang, brännvinskällare samt tre konferenslokaler.